# Rin Kono
Kono Rin (河野臨?) (7 de enero de 1981, Tokio, Japón) es un jugador de go profesional japonés.

## Biografía
Kono Rin creció como uno de los estudiantes de Kobayashi Koichi. Se hizo profesional en 1996, cuando tenía 15 años. Fue promocionado a 8 dan cuando derrotó a Yamashita Keigo en el título Tengen en 2005. Fue promocionado a 9 dan después de defender el mismo título también contra Yamashita.

## Campeonatos y subcampeonatos
| Título   | Años ganado |
| -------- | ----------- |
| Actuales | 4           |
| Tengen   | 2005-2007   |
| Copa NEC | 2008, 2010  |
| Totales  | 4           |

| Título   | Años perdido |
| -------- | ------------ |
| Actuales | 4            |
| Tengen   | 2008         |
| Totales  | 1            |